# 佩特里迪斯山
佩特里迪斯山（英語：Mount Petrides）是南極洲的山峰，位於瑪麗伯德地，處於厄倫施拉格爾海崖和辛哈山之間，美國地質調查局根據測量和美國海軍拍攝的空中照片繪入地圖，現時由南極條約體系管理。